# Найденов, Ивайло
Ивайло Красимиров Найденов (болг. Ивайло Красимиров Найденов; род. 22 марта 1998, София, Болгария) — болгарский футболист; защитник, полузащитник. Выступал за болгарские клубы «Левски», «Арда» и «Хебар». С 2022 года играет за клуб «Локомотив» в Софии.

## Клубная карьера
В 2005 году Ивайло Найденов поступил в спортивную академию клуба «Левски» в Софии и до 18 летнего возраста входил в состав молодёжной команды. 13 августа 2016 года дебютировал за взрослую команду, выступив в домашнем матче группы А «Левски» — «Лудогорец», в котором хозяева победили гостей со счётом 1:0. Найденов вышел на поле, заменив на последних минутах Божидара Краева. Всего за клуб «Левски» он провёл 75 матчей и забил 1 гол. В составе команды завоевал второе место на кубке Болгарии в сезоне 2017/18 года. Контракт клуба с футболистом был расторгнут по обоюдному согласию в 2022 году.
В 2019 и 2022 годах футболист находился в аренде и выступал за клубы «Арда» и «Хебыр» соответственно. Выступая за обе команды, он провёл по 11 матчей, не забив ни одного гола. В составе клуба «Хебар» занял второе место в группе Б в сезоне 2021/2022 года.
В июне — июле 2022 года Найденов перешёл в клуб «Локомотив» София.

## Международная карьера
В 2014—2015 годах входил в состав сборной Болгарии до 17 лет. В 2015—2017 годах — в состав сборной Болгарии до 19 лет, за которую провёл 17 матчей, не забив ни одного гола. Дебютировал в составе сборной Болгарии до 21 года 22 марта 2019 года в товарищеском матче против сборной Северной Ирландии до 21 года.